# فرماندهی خاور دور بریتانیا
فرماندهی خاور دور بریتانیا (انگلیسی: British Far East Command) یک فرماندهی (سازمان نظامی) بریتانیا بود که دارای ۲ دوره مشخص بود. نخست، ۱۸ نوامبر ۱۹۴۰–۷ تا ژانویه ۱۹۴۲ توسط فرماندهی آمریکایی-بریتانیایی-هلندی-استرالیایی (ABDACOM) و پس از آن، ۱۹۶۳–۱۹۷۱ توسط استرالیا، نیوزیلند و نیروی بریتانیا (نیروی ANZUK) جانشین آن شدند.